# درجة الحمض الأميني
درجة الحمض الاميني method   Amino acid score طريقة في تكامل مع هضم البروتين، هي الطريقة التي تسخدم لتحديد فيما لو كان البروتين مكتمل.
يتم استخدام بروتينين لهذه العملية وهما PDCAAS وDIAAS حيث أنها البروتينان المرجعيان الاساسيان اللذان يحددان إكتمال البروتين من خلال التركبب النادر من الاحماض الامينية الاساسية